# Biblis Tholus
Der Biblis Tholus ist ein vor Jahrmillionen erloschener Vulkan im westlichen Bereich der Tharsis-Aufwölbung auf dem Mars, westlich des Pavonis Mons und südöstlich des Olympus Mons. Er wurde mit der hochauflösenden Stereokamera (HRSC) der ESA-Raumsonde Mars Express am 8. November 2004 mit einer Bildauflösung von 10,8 Metern pro Bildpunkt aufgenommen. Er ist ungefähr 100 Kilometer breit und 170 Kilometer lang. 